# 金脉鸢尾
金脉鸢尾（学名：Iris chrysographes）为鸢尾科鸢尾属的植物，为中国的特有植物。分布在中国大陆的云南、四川、贵州、西藏等地，生长于海拔1,200米至4,400米的地区，见于山坡草地或林缘，目前尚未由人工引种栽培。

## 别名
金纹鸢尾（中国高等植物图鉴），金网鸢尾（中国植物学杂志）